# Eurylaimides
Eurylaimides (Oude Wereld suboscines) is een clade van zangvogels die voorkomen in tropische gebieden rond de Indische Oceaan, en een Amerikaanse soort, de breedbekmanakin. De groep is verdeeld in vijf families.
- Philepittidae: asitie's
- Eurylaimidae: breedbekken en hapvogels
- Calyptomenidae: Afrikaanse breedbekken
- Sapayoidae: breedbekmanakin
- Pittidae: pitta's

Fylogenetische verwantschap van de Eurylaimides volgens Oliveros et al. (2019): 
|  | Philepittidae (asitie's)   |
|  |                            |
|  | Eurylaimidae (breedbekken) |
|  |                            |

|  | Calyptomenidae (Afrikaanse breedbekken)                                             |
|  |                                                                                     |
|  | \| \| Sapayoidae (breedbekmanakin) \| \| \| \| \| \| Pittidae (pitta's) \| \| \| \| |
|  |                                                                                     |
|  | Sapayoidae (breedbekmanakin)                                                        |
|  |                                                                                     |
|  | Pittidae (pitta's)                                                                  |
|  |                                                                                     |

|  | Sapayoidae (breedbekmanakin) |
|  |                              |
|  | Pittidae (pitta's)           |
|  |                              |

|  | Philepittidae (asitie's)   |
|  |                            |
|  | Eurylaimidae (breedbekken) |
|  |                            |

|  | Calyptomenidae (Afrikaanse breedbekken)                                             |
|  |                                                                                     |
|  | \| \| Sapayoidae (breedbekmanakin) \| \| \| \| \| \| Pittidae (pitta's) \| \| \| \| |
|  |                                                                                     |
|  | Sapayoidae (breedbekmanakin)                                                        |
|  |                                                                                     |
|  | Pittidae (pitta's)                                                                  |
|  |                                                                                     |

|  | Sapayoidae (breedbekmanakin) |
|  |                              |
|  | Pittidae (pitta's)           |
|  |                              |

|  |  |